# Peñaflor de Hornija
Peñaflor de Hornija è un comune spagnolo di 420 abitanti situato nella comunità autonoma di Castiglia e León.